# South Cockerington
South Cockerington är en ort och civil parish i Storbritannien.   Den ligger i grevskapet Lincolnshire och riksdelen England, i den sydöstra delen av landet, 210 km norr om huvudstaden London. South Cockerington ligger 11 meter över havet och antalet invånare är 229.
Terrängen runt South Cockerington är platt.Runt South Cockerington är det ganska tätbefolkat, med 75 invånare per kvadratkilometer. Närmaste större samhälle är Louth, 5,6 km väster om South Cockerington. Trakten runt South Cockerington består till största delen av jordbruksmark.